# Ficus popenoei
Ficus popenoei là một loài thực vật có hoa trong họ Moraceae. Loài này được Standl. mô tả khoa học đầu tiên năm 1929.